# 4195 Esambaev
A 4195 Esambaev (ideiglenes jelöléssel 1982 SK8) a Naprendszer kisbolygóövében található aszteroida. Ljudmila Ivanovna Csernih fedezte fel 1982. szeptember 19-én.